# Шайло
„Шайло“ (на английски: Shiloh) е американска семейна драма от 1996 г., продуциран и режисиран от Дейл Розънблум. Премиерата му е на Филмовия фестивал във Хъртланд през 1996 г., а по-късно е пуснат по кината на 25 април 1997 г. Оригиналната едноименната книга е написана от Филис Рейнълдс Нейлър. Издадени са две продължения – „Шайло 2“ (1999) и „Спасяването на Шайло“ (2006), които са режисирани от Санди Тънг и са разпространени от „Утопия Пикчърс“.